# Svetac
Svetac, tudi Sveti Andrija (43°01' N, 15°44 E) je otok v Jadranu, ki leži 25 km zahodno od Visa. Geografsko predstavlja polovico razdalje med otokoma  Biševo in Jabuka. Jugovzhodno od otoka se nahaja majhen vulkanski otoček Brusnik. Površina otoka je 4,19 km², dolžina obale pa 11,9 km. Obala je povečini nedostopna, strma in kamnita, na severozahodni strani otoka tudi do dvesto metrov visoka in se strmo spušča v morje, medtem ko sta južna in jugozahodna obala položnejši. Najsevernejša točka otoka je rt Trepina, najvzhodnejša pa rt Šijabod. Večje morske jame (špilje) so nekoč nudile zavetje danes že skoraj izumrlim sredozemskim morskim medvedom (podobno kot Medvedja špilja na otoku Biševo). Najvišja vrhova na otoku sta Kosa (316 m) in Štandarac (307 m). Svetac je porasel z gosto rastočim zimzelenim sredozemskim grmičevjem (makija) ter hrastovim in borovim gozdom. Na otoku gnezdi zaščitena, redka vrsta ptic iz družine falconidae, Eleonorin sokol (Falco Eleonorae, Falco della regina). Morje okoli otoka je globoko tudi do 100 m, bogato z ribami in primerno za ribolov.
Otok je bil naseljen že pred več tisočletji, pri arheoloških izkopavanjih so našli grobove iz ilirskih časov. Predstavljal je pomembno navigacijsko točko na plovnih poteh med hrvaško in italijansko obalo. V rodovitni vrtači Poje (200 mnm) so razvaline benediktinskega samostana in cerkvice. V 17. stoletju je bila na otoku postavljena cerkvica, posvečena Svetem Andreju, po katerem otok dobil ime. 
Na jugozahodni obali v zalivu Pavlov bok je Sveti Andrija, edini zaselek na otoku. Hiše pripadajo rodbini Zanki, ki je na otoku neprekinjeno prebivala 250 let. Zadnja potomka je več let na otoku živela sama in tako je Sveti Andrija veljal za najredkeje stalno naseljeni otok v Jadranu.